# Вылчан-Дол
Вылчан-Дол (болг. Вълчан дол) — село в Болгарии. Находится в Смолянской области, входит в общину Баните. Население составляет 120 человек.

## Политическая ситуация
Вылчан-Дол подчиняется непосредственно общине и не имеет своего кмета.
Кмет (мэр) общины Баните — Райчо Стоянов Данаилов (инициативный комитет) по результатам выборов.